# BBC Food
BBC Food foi um canal de televisão de televisão por assinatura e satélite pertencente a BBC que transmitia a sua programação diária com programas relacionados com culinária e comida.
Grandes chefes de cozinha e apresentadores que apresentaram seus programas no canal. Entre eles, Nigella Lawson, Delia Smith, Jamie Oliver, Antonio Carluccio, Antony Worrall Thompson, Rick Stein, Sophie Grigson, Ken Hom, Madhur Jaffrey, Ainsley Harriott, James Martin, Gary Rhodes